# HMS Rawalpindi
A HMS Rawalpindi egy második világháborús felfegyverzett utasszállító hajó (brit elnevezéssel segédcirkáló) volt, amelyet 1939-ben elsüllyesztettek.

## Utasszállító hajóként
A hajót 1925. március 26-án bocsátották vízre, a 16 695 tonnás hajó a P. & O. Steam Navigation Co. Ltd tengerhajózási vállalat tulajdonában volt. Ugyanazon én szeptemberében állították szolgálatban, utasokat szállított a London - Bombay útvonalon. Összesen 307 fő fért el az első osztályon és további 288 fő a második osztályon.

## Haditengerészeti szolgálatban
A hajót 1939. augusztus 26-án a Brit Királyi Haditengerészet rekvirálta és felfegyverezte: a hajó 8db 150 mm-es ágyút és 2 db 76 mm-es légvédelmi ágyút kapott. Az átépítést 1939 októberében fejezték be és a HMS Rawalpindi-nek átnevezett hajót Izland térségében, a GIUK-átjáró védelmére vezényelték.
Október 19-én a Rawalpindi az Izland és Grönland közötti Dánia-szorosban elfogta a német Gonnzenheim tankhajót, amely még szeptember 14-én futott ki Buenos Airesből. A Rawalpindi feltartóztatta a hajót, de a német legénység még azelőtt elsüllyesztette, hogy a britek a fedélzetre tudtak volna szállni.

## Elsüllyesztése
A Rawalpindi 1939. november 23-án a Feröer-szigetekről északra járőrözött, amikor a sűrű ködben egy német hajó nyomába eredt. Balszerencséjére a német Scharnhorst és Gneisenau csatacirkálókkal találkozott, amelyek a német hadiflotta legerősebb egységei közé tartoztak és éppen az Izland és Feröer-szigetek közötti vizeket fésülték át.
A Rawalpindi még kapcsolatba tudott lépni a brit Admiralitással és jelezte a két német hajó pontos helyzetét. Az Admiralitás megadásra szólította fel a hajó kapitányát, de a 60 éves Edward Kennedy azt válaszolta: "Felvesszük mindkettővel a harcot, elsüllyesztenek és kész. Isten veled."
A két német csatacirkáló 280 mm-es, messzehordó lövegeivel 40 perc alatt elsüllyesztette a Rawalpindi-t, míg az csak egy találatot tudott elérni a Scharnhorst-on. A hajó legénységéből 238 fő, közte Kennedy kapitány, meghalt, 37 főt a német hajók mentettek ki a vízből, további 11 főt később a HMS Chitral (egy másik felfegyverzett utasszállító) vett fel.

## Testvérhajói
A Rawalpindi testvérhajóit szintén szolgálatba állították a második világháború alatt SS Ranchi, SS Ranpura és  SS Rajputana néven. A Rajputana-t 1941. április 13-án a Dánia-szorosban megtorpedózta és elsüllyesztette a német U-108 tengeralattjáró.

## Fordítás
- Ez a szócikk részben vagy egészben  a   HMS Rawalpindi című angol Wikipédia-szócikk ezen változatának fordításán alapul.  Az eredeti cikk szerkesztőit annak laptörténete sorolja fel. Ez a jelzés csupán a megfogalmazás eredetét és a szerzői jogokat jelzi, nem szolgál a cikkben szereplő információk forrásmegjelöléseként.

## Külső hivatkozások
- Az SS Rawalpindi a Clyde-menti hajógyárak regiszterében
- Against all odds - A HMS Rawalpindi története (angolul)
- A második világháborúban szolgált felfegyverzett kereskedelmi hajók listája
- A Scharnhorst története (angolul)
- Személyes beszámoló ((angolul)) a HMS Rawalpindi elsüllyesztéséről